# Ayumi Hamasaki
Ayumi Hamasaki (japonès: 浜崎 あゆみ)  (Fukuoka, 2 d'octubre de 1978) és una cantant japonesa. És una de les cantants més influents a la història del pop asiàtic en general i japonès en particular. Diverses manifestacions de la seva influència en el panorama musical són el seu estatus de solista femenina amb més discos venuts en la història del Japó (més de 60 milions de còpies). A més, té el rècord de ser la cantant que més vegades ha assolit el primer lloc als rànquings musicals japonesos (succeint així Seiko Matsuda), entre d'altres.
En l'actualitat ha llançat al mercat 11 àlbums d'estudi, 50 singles (l'últim dels quals és L), a banda de diversos àlbums recopilatoris, remixos, etc.
També va començar a compondre la seva pròpia música sota el nom de 'CREA', que és també com es diu un dels seus gossos. Al seu single 'M' va ser on va crear per primer cop la música i la lletra ella mateixa.
En una ocasió, quatre dels àlbums de Hamasaki eren junts als 10 discos més venuts del Japó. També ha estat l'única individual a guanyar el Premi Musical del Japó (日本レコード大賞) tres anys seguits: el 2001 (per "Dearest"), el 2002 (per "Voyage") i el 2003 (per "No way to say").
Abans del seu debut musical el 1998 amb el single "poker face", Hamasaki era model i actriu. Tot i que el seu debut musical va ser el 1998, el 1995 va llançar un àlbum i un single, on interpretava la seva cançó "Nothing from Nothing" (de gènere rap, que va deixar d'utilitzar després del 1995).
La seva música ha esdevingut un punt d'inici freqüent per als artistes de la música techno i trance: ha aparegut una sèrie d'àlbums anomenats ayu-mi-x amb interpretacions de DJs de renom de tot el món.
Als seus 30 anys, Ayumi és una de les més grans cantants asiàtiques de tots els temps. Considerada Reina del J-Pop, ayumi ha venut més de 48 milions de còpies, convertint-se en la dona solista que més discos ha venut en la història del Japó.
En el 2006, amb el llançament del seu trenta-novè single "Startin'/Born to be..", Ayumi Hamasaki ha esdevingut la cantant que més singles ha col·locat en el número 1 de les llistes de vendes del Japó i també l'artista amb més singles en els Top 10. A més, és també l'artista que més singles ha venut, aproximadament 19.777.000 còpies.

## Discografia

### Singles
- poker face/FRIEND (08/04/1998)
- YOU (10/06/1998)
- Trust (05/08/1998)
- For My Dear... (07/10/1998)
- Depend on you/Two of us (09/12/1998)
- WHATEVER (10/02/1999)
- LOVE ~Destiny~/LOVE ~since1999~ (14/04/1999)
- TO BE (12/05/1999)
- Boys & Girls (14/07/1999)
- A (monochrome too late Trauma End roll) (11/08/1999)
- appears/immature (10/11/1999)
- kanariya (08/12/1999)
- Fly high (09/02/2000)
- vogue/ever free (26/04/2000)
- Far away (17/05/2000)
- SEASONS/ever free (07/06/2000)
- SURREAL (27/09/2000)
- AUDIENCE (01/11/2000)
- M (13/12/2000)
- evolution (31/01/2001)
- NEVER EVER (07/03/2001)
- Endless sorrow (16/05/2001)
- UNITE! (11/07/2001)
- Dearest (27/09/2001)
- Daybreak (06/03/2002)
- Free & Easy (24/04/2002)
- H (independent July 1st HANABI) (24/07/2002)
- Voyage (26/09/2002)
- & (ourselves Greatful Days HANABI ~episodeⅡ~　theme a-nation'03) (09/07/2003)
- forgiveness (20/08/2003)
- No way to say (06/11/2003)
- Moments (31/03/2004)
- INSPIRE/GAME (28/07/2004)
- CAROLS (29/09/2004)
- STEP you / is this LOVE?(20/04/2005)
- failyland/alterna(08/08/2005)
- HEAVEN (14/09/2005)
- Bold & Deliciuos / Pride(30/10/2005)
- Startin'/Born to Be... (08/03/2006)
- BLUE BIRD (21/06/2006)
- glitter/fated (18/07/2007)
- talkin' 2 myself (19/09/2007)
- Mirrorcle World (08/04/2008)
- Days/GREEN (17/12/2008)
- Rule/Sparkle (25/02/2009)
- Sunrise/Sunset -LOVE IS ALL- (12/08/2009)
- You were.../BALLAD (29/12/2009)
- MOON/blossom (14/07/2010)
- crossroad/L (22/09.2010)
- Feel the love/Merry-go-round (25/12/2013)
- Terminal (01/10/2014)
- Zutto.../Last minute/Walk (24/12/2014)

#### CDsrellançats en 12cm
- Depend on you/Two of us (28/02/2001)
- For My Dear... (28/02/2001)
- Trust (28/02/2001)
- WHATEVER (28/02/2001)
- LOVE ~Destiny~/LOVE ~since1999~ (28/02/2001)
- TO BE (28/02/2001)
- poker face/FRIEND(28/02/2001)
- YOU (28/02/2001)

#### Singles d'edició limitada
- H (07/11/2002)

### Àlbums
- A Song for XX (01/01/1999)
- LOVEppears (10/11/1999)
- Duty (27/09/2000)
- I am... (01/01/2002)
- RAINBOW (18/12/2002)
- Memorial address (17/12/2003)
- MY STORY (15/12/2004)
- (miss)understood (01/01/2006)
- Secret (29/11/2006)
- GUILTY (01/01/2008)
- NEXT LEVEL (25/03/2009)
- Rock 'n' Roll Circus (14/04/2010)
- Love Songs (22/12/2010)
- Party Queen (21/03/2012)
- Love Again (08/02/2013)
- Colours (18/06/2014)
- A One (08/04/2015)
- M(a)de in Japan (29/06/2016)

#### "Best Albums"
- A BEST (28/03/2001)
- A BALLADS (12/03/2003)
- A BEST 2 -Black- (28/02/2007)
- A BEST 2 -White- (28/02/2007)
- A COMPLETE ~ALL SINGLES~ (10/09/2008)
- A Summer Best (08/08/2012)
- Countdown Live 2013–2014 A Vol. 1 (12/03/2014)
- Countdown Live 2013–2014 A Vol. 2 (12/03/2014)
- Winter Ballad Selection (26/11/2014)

#### Remixos
- ayu-mi-x (1999/03/17)
- SUPER EUROBEAT presents ayu-ro mix (16/02/2000)
- ayu-mi-x II version US+EU (08/03/2000)
- ayu-mi-x II version Acoustic Orchestra (08/03/2000)
- ayu-mi-x II version JPN (08/03/2000)
- ayu-mi-x II version Non-Stop Mega Mix (29/03/2000)
- ayu-mi-x III Acoustic Orchestra Version (28/02/2001)
- ayu-mi-x III Non-Stop Mega Mix Version (28/02/2001)
- SUPER EUROBEAT presents ayu-ro mix 2 (27/09/2001)
- Cyber TRANCE presents ayu trance (27/09/2001)
- ayu-mi-x 4 + selection Acoustic Orchestra Version (20/03/2002)
- ayu-mi-x 4 + selection Non-Stop Mega Mix Version (20/03/2002)
- Cyber TRANCE presents ayu trance 2 (26/09/2002)
- ayumi hamasaki RMX WORKS from SUPER EUROBEAT presents ayu-ro mix 3 (25/09/2003)
- ayumi hamasaki RMX WORKS from ayu-mi-x 5 non stop mega mix (25/09/2003)
- ayumi hamasaki RMX WORKS from Cyber TRANCE presents ayu TRANCE 3 (25/09/2003)
- ayu-mi-x 6 -GOLD- (26/03/2008)
- ayu-mi-x 6 -SILVER- (26/03/2008)
- Ayu-mi-x 7 Version House (20/04/2011)
- Ayu-mi-x 7 Version Acoustic Orchestra (20/04/2011)
- Ayu-mi-x 7 Presents Ayu Trance 4 (20/04/2011)
- Ayu-mi-x 7 Presents Ayu-ro Mix 4 (20/04/2011)
- A Classical (08/01/2013)
- Love Classics	(28/01/2015)
- Winter Diary: A7 Classical (23/12/2015)

### DVDs

#### Videoclips
- A clips (23/02/2000)
- HAMASAKI AYUMI (29/03/2000)
- vogue Far away SEASONS (20/09/2000)
- SURREAL (13/12/2000)
- M (07/02/2001)
- evolution (13/06/2001)
- A clips vol.2 (13/03/2002)
- COMPLETE CLIP BOX (25/02/2004)

#### En directe
- ayumi hamasaki concert tour 2000 A 第1幕 (27/09/2000)
- ayumi hamasaki concert tour 2000 A 第2幕 (27/09/2000)
- ayumi hamasaki countdown live 2000-2001 A (20/06/2001)
- ayumi hamasaki DOME TOUR 2001 A (12/12/2001)
- ayumi hamasaki ARENA TOUR 2002 A (29/01/2003)
- ayumi hamasaki STADIUM TOUR 2002 A (29/01/2003)
- ayumi hamasaki COMPLETE LIVE BOX A (29/01/2003)
- A museum ~30th single collection live~ (25/02/2004)
- ayumi hamasaki ARENA TOUR 2003-2004 A (29/09/2004)
- ayumi hamasaki COUNTDOWN LIVE 2004-2005 A (02/03/2005)
- ayumi hamasaki ARENA TOUR 2005 A ~MY STORY~ (24/08/2005)
- ayumi hamasaki COUNTDOWN LIVE 2005-2006 A (23/03/2006)
- ayumi hamasaki ARENA TOUR 2006 ~(miss)understood~ (01/11/2006)
- ayumi hamasaki ASIA TOUR 2007 A ~Tour of Secret~ "LIVE + DOCUMENTARY" (12/03/2008)
- ayumi hamasaki COUNTDOWN LIVE 2007-2008 Anniversary (18/06/2008)

#### DVDs d'àudio
- RAINBOW (09/07/2003)

#### Altres
- A VISUAL MIX (videojoc de PlayStation, 13/12/2001)
- 月に沈む (13/11/2002)

### Vídeos

#### Compilacions de videoclips
- A Film for XX (15/09/1999)
- A clips (23/02/2000)
- vogue Far away SEASONS (12/07/2000)
- SURREAL (13/12/2000)
- M (07/02/2001)
- evolution (13/06/2001)
- A clips vol.2 (13/03/2002)

#### En directe
- ayumi hamasaki concert tour 2000 A Scene 1 (13/09/2000)
- ayumi hamasaki concert tour 2000 A Scene 2 (13/09/2000)
- ayumi hamasaki countdown live 2000-2001 A (20/06/2001)
- ayumi hamasaki DOME TOUR 2001 A (12/12/2001)
- ayumi hamasaki STADIUM TOUR 2002 A (29/01/2003)
- ayumi hamasaki COMPLETE LIVE BOX A (29/01/2003)

## Premis
| Any  | Premi |
| ---- | --- |
| 1998 | - -Japan Gold Disc Awards- Best New Artist (1998) - -Japan Gold Disc Awards- Pop Album of the Year—A Song for XX |
| 1999 | - -Japan Nailist Association- Nail Queen - -All Japan Request Awards- Grand Prix |
| 2000 | - -Japan Gold Disc Awards- Pop Album of the Year—LOVEppears - -Japan Gold Disc Awards- Single of the Year—A - -The Japan Record Awards- Best Album—Duty - -The Japan Record Awards- Gold Prize—SEASONS - -Japan Nailist Association- Nail Queen |
| 2001 | - -MTV JAPAN Video Music Awards- Best Female Artist - -Japan Gold Disc Awards - -Japan Gold Disc Awards- Song of the Year—M - -Japan Gold Disc Awards- Song of the Year—SEASONS - -Japan Gold Disc Awards- Pop Album of the Year—Duty - -Japan Gold Disc Awards- Artist of the Year - -Japan Cable Award- Grand Prix - -The Japan Record Awards- Gold Prize—Dearest - -The Japan Record Awards- The Award—Dearest - -MTV World Music Awards- Best Japanese Pop/Rock Artist - -MTV World Music Awards- World's Best-Selling Asian Artist - -Japan Nailist Association - Nail Queen - -Un-sorted - Barbie Award - -Best Jeanist Association- Best Jeanist of the year - -130 million people choose best artist award - Best artist |
| 2002 | - -MTV ASIA Awards- Best Female Artist Award - -MTV ASIA Awards- Most Influential Japanese Artist In Asia (special award) - -Japan Gold Disc Awards- Pop Album of the Year—A BEST - -Japan Gold Disc Awards- Pop Album of the Year—I am... - -Japan Gold Disc Awards- Artist of the Year - -Japan Cable Award- Grand Prix - -The Japan Record Awards- Gold Prize—Voyage - -The Japan Record Awards- The Award—Voyage - -All Japan Request Awards- Grand Prix - -Japan Nailist Association - Nail Queen - -130 million people choose best artist award - Best artist - -Best Jeanist Association- Best Jeanist of the year - -Un-sorted- All Japan Request Award |
| 2003 | - -MTV JAPAN Video Music Awards- Best Female Video—Because of You - -MTV JAPAN Video Music Awards- Best Pop Video—No way to say - -MTV JAPAN Video Music Awards- Best Live Performance Presented by ASAHI SUPER DRY - -Japan Gold Disc Awards- Song of the Year—Free & Easy - -Japan Gold Disc Awards- Song of the Year—H - -Japan Gold Disc Awards- Song of the Year—Voyage - -Japan Gold Disc Awards- Rock/Pop Album of the Year—A BALLADS - -Japan Gold Disc Awards- Rock/Pop Album of the Year -- & - -Japan Gold Disc Awards- Rock/Pop Album of the Year—Memorial address - -Japan Gold Disc Awards- Artist of the Year - -The Japan Record Awards- Gold Prize—No way to say - -The Japan Record Awards- The Award—No way to say - -130 million people choose best artist award - Best artist - -All Japan Request Awards- Grand Prix - -MTV World Music Awards- Best Japanese Pop/Rock Artist - -Oricon Chart Awards- Best Selling Album Title Award - -Oricon Chart Awards- Best Hit Award - -Best Jeanist Association- Best Jeanist of the year |
| 2004 | - -HITO Awards Taiwan - Best foreign Artist - -HITO Awards Japan - Moments - -130 million people choose best artist award - Best artist - -Best Jeanist Association- Best Jeanist of the year |
| 2005 | - -Best Jeanist-Best Jeanist - Now on Hall of Fame for winning best Jeanist 5 times. - -130 million people choose best artist award - Best artist - -HITO Awards Taiwan - Best foreign Artist - -HITO Awards Japan - my name's WOMEN - -Musicnet Awards - Best Album (MY STORY) - -Best Selling solo and female Japanese Artist Awards (Worldwide Award) |
| 2006 | - -Best Looking Female Solo Artist Japan & China - -Rank 2nd Total Female Artist Album Sales - -Rank 1st Total Female Artist Single Sales (more than 20,000,000 single copies) - -Oricon Awards - Hat Beauty - -Oricon Awards - Summer Fashion Beauty - -Oricon Awards - Best Autumn Hairstyle - -Oricon Awards - Best Skin - -Musicnet Awards - Best Artist - -Musicnet Awards - Best Album (miss)understood) - -Musicnet Awards - Best Single (HEAVEN) - -Musicnet Awards - Best Concert Video (Arena Tour 2005 ~MY STORY~) - -CDTV Awards - My Fashion Leader |